# Juan Carlos Heredia (strongman)
Juan Carlos Heredia Cortés (ur. 1973) – hiszpański strongman.
Mistrz Hiszpanii Strongman.
Mieszka w Palmones, w prowincji Kadyks.
Wymiary:
- wzrost 192 cm
- waga 170 kg

## Osiągnięcia strongman
- 2009
  - 9. miejsce - Liga Mistrzów Strongman 2009: Terborg
  - 1. miejsce - Mistrzostwa Hiszpanii Strongman[3]